# پالماس دل سوکورو
پالماس دل سوکورو (انگلیسی: Palmas del Socorro) یک منطقهٔ مسکونی در کلمبیا است.